# Кольский проспект

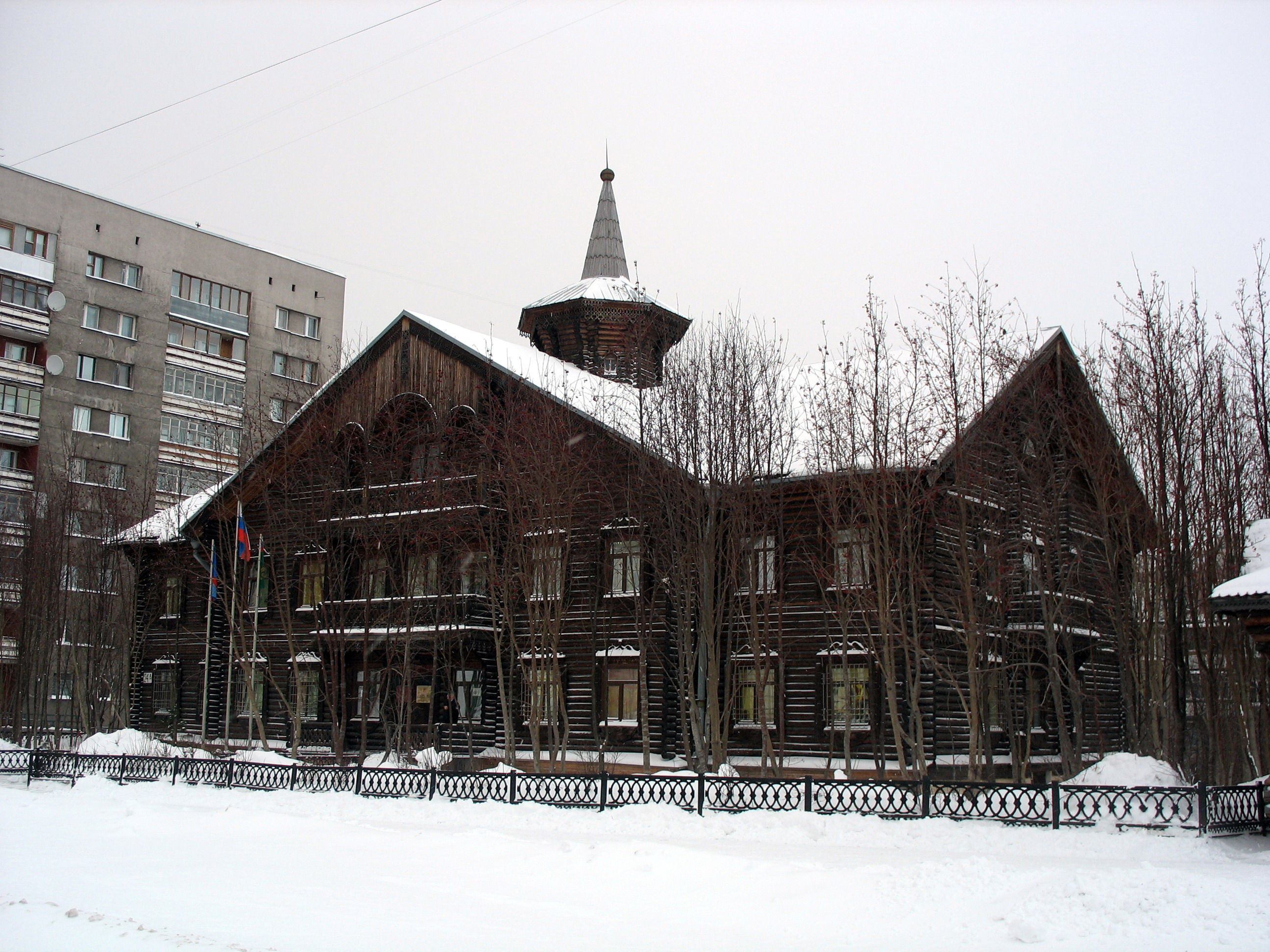
Здание Управления Росприроднадзора

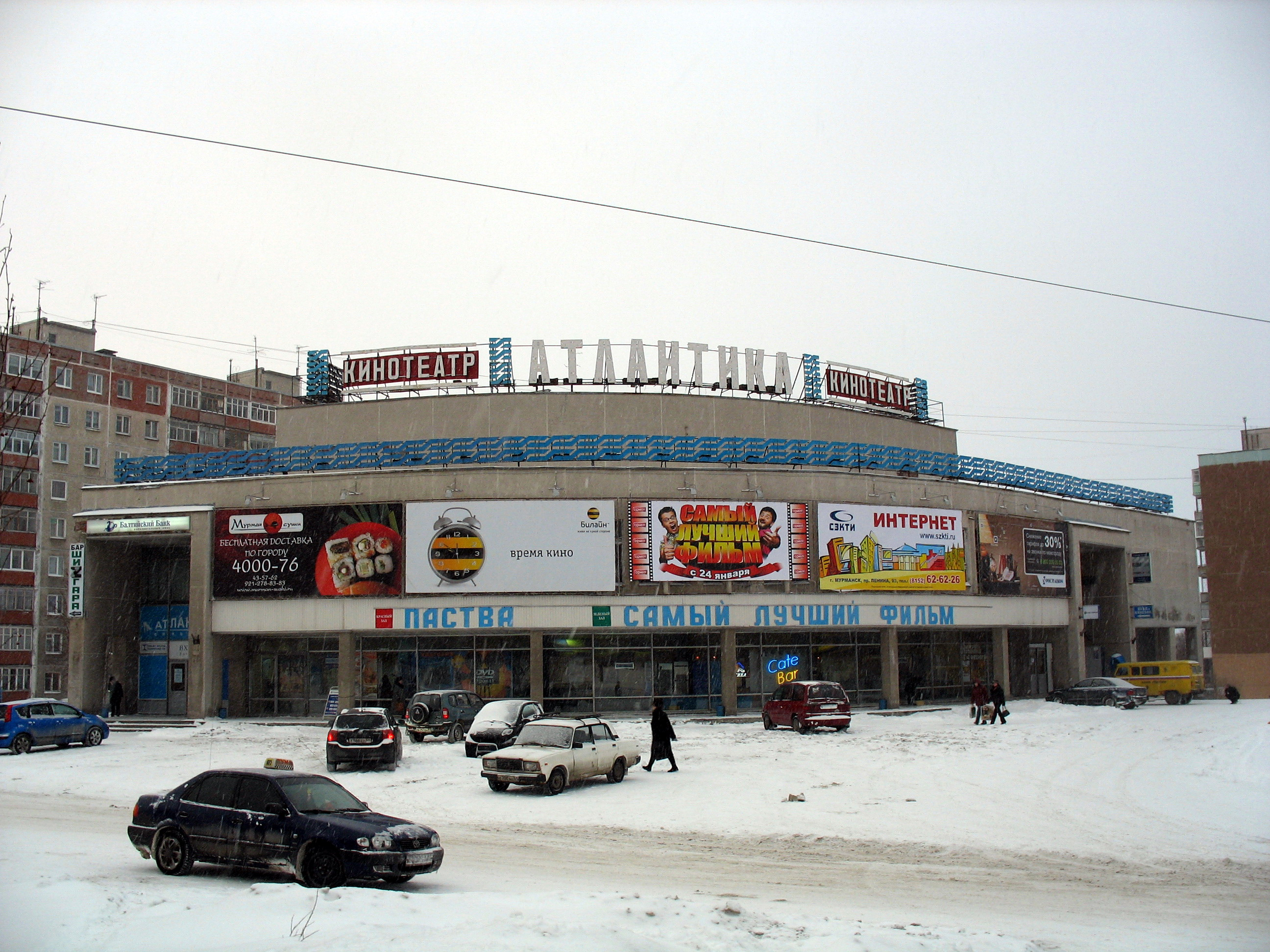
Кинотеатр «Атлантика»

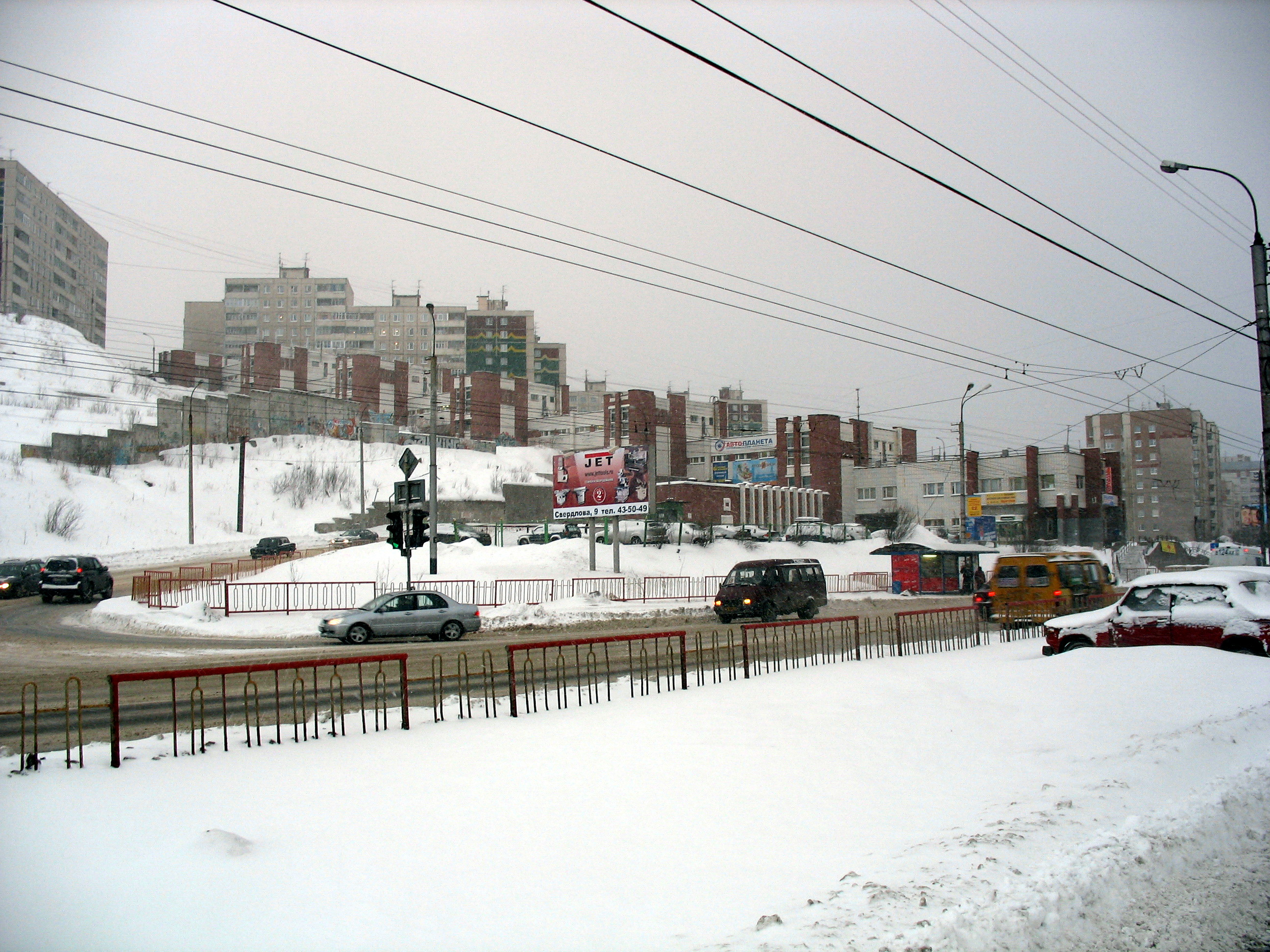
Охотный ряд

Ко́льский проспе́кт — одна из главных улиц Мурманска. Проходит с севера на юг через Первомайский округ города.

## История
Кольский проспект практически полностью совпадает с бывшей трассой Кольского шоссе, которое соединяло Мурманск с Колой. До войны оно проходило по территории Мурманска от русла Варничного ручья до Лыжной базы (здание до наших дней не сохранилось). Шоссе застраивалось двухэтажными домами из деревянного бруса. В октябре 1974 года Кольское шоссе переименовано в Кольский проспект. В том же месяце участок от Варничного ручья до образовавшейся площади у магазина «Молодежный» был отнесен к проспекту Ленина. Кольский проспект стал активно застраиваться панельными девятиэтажными жилыми домами и превратился в главную дорожную артерию не только Первомайского района, который буквально «вырос» вдоль проспекта за 30 лет, но и всего Мурманска.

## Транспорт
Кольский проспект — основная артерия города. Она круглосуточно открыта для большегрузного транспорта. Практически по всей длине проспекта проложены троллейбусные провода. По Кольскому проспекту курсируют большинство пригородных автобусов Мурманска. По проспекту проходят 3 троллейбусных (№ 4, № 6, № 10) и 9 автобусных (№ 1, № 5, № 6Т, № 7Т, № 10, № 18, № 19, № 27, № 33Р) маршрутов.

## Пересекает улицы
- Проспект Кирова.
- Улица Капитана Пономарёва (примыкает).
- Улица Капитана Орликовой (примыкает).
- Улица Полярный Круг (примыкает).
- Морская улица (примыкает).
- Автопарковый проезд (примыкает).
- Кооперативная улица.
- Улица Беринга (примыкает).
- Улица Баумана (примыкает).
- Якорный переулок (примыкает).
- Улица Шевченко (примыкает).
- Улица Щербакова (примыкает).
- Улица Героев Рыбачьего (примыкает).
- Первомайская улица (примыкает).
- Бондарная улица (примыкает).
- Улица Капитана Копытова (примыкает).
- Прибрежная дорога (примыкает).

## Дома

Памятник Воинам-интернационалистам

- 9 — жилой дом; на первом этаже редакция газеты «Вечерний Мурманск».
- 24а — здание управления Росприроднадзора.
- 25а — крытая лестница. Торговый центр «Охотный ряд».
- 27 — развлекательный центр «Сфера».
- 42 — жилой дом; известен в Мурманске как «пизанская башня»[2].
- 89 — магазин «Лакомка». Одно из немногих зданий, сохранившееся со времен существования поселка Нагорновский.
- 93 — жилой дом; на первом этаже Центральная городская библиотека Мурманска.
- 131а — кинотеатр «Атлантика».
- 134 — торгово-развлекательный центр «Форум».
- 136—150 — дом, называемый самым длинным домом в России (длина 1488 м)[3].
- 149а — поликлиника № 7.
- 158 — торгово-развлектельный комплекс «Северное нагорное».
- 178 — дом быта «Жемчуг».
- 186 — Драматический театр Северного флота.